# Ахелой (митология)
Вижте пояснителната страница за други значения на Ахелой.
Ахелой (на гръцки: Αχελώος) в древногръцката митология е речен бог, най-възрастният син на Океан и Тетия. Владетел е на едноименната река в Гърция, която е и най-значимата и пълноводна река, вливаща се в Йонийско море. Ахелой е и господар на всички други речни божества.
Бил влюбен в Даянира, дъщерята на Ойней, царя на Калидон, който решил, че ще даде ръката на дъщеря си на този, който победи Ахелой. Всички кандидати освен Херкулес се отказали от битката. По време на единоборството Ахелой се превърнал в змия, а после и в бик. Херкулес отчупил единия му рог, докато Ахелой бил в образа на бика. Ахелой бил победен и Даянира се омъжила за Херкулес.
Ахелой е представян и като възрастен сивокос мъж с рога. Считан е и за бог на бурите. Понякога е споменат като баща на сирените от Терпсихора (или Мелпомена). При Ахелой намира покой Алкмеон, който е преследван от ериниите. Ахелой му предлага дъщеря си Калироя за жена.